# Stuart H. Pappé
Stuart Herbert Pappé (* 6. Juli 1936 in Los Angeles, Kalifornien) ist ein US-amerikanischer Filmeditor.  

## Leben
Pappé erlernte seinen Beruf als Editor bei MCA/Universal. Seine erste Mitwirkung an einem Film war in der Spionagekomödie … jagt Dr. Sheefer (1967) mit James Coburn von Theodore J. Flicker. Seither war Pappé in über dreißig Filmen für den Schnitt verantwortlich, unter anderem in der Komödie Class (1983) mit Jacqueline Bisset, im Thriller 8 Millionen Wege zu sterben (1986) mit Jeff Bridges, im Filmdrama Chicago Blues (1987) mit Matt Dillon, in der Komödie Ein ganz normaler Hochzeitstag (1991) mit Bette Midler, in der Filmbiografie Tina – What’s Love Got to Do with It? (1993) mit Angela Bassett, in der Komödie Sister Act 2 – In göttlicher Mission (1993) mit Whoopi Goldberg, in der Komödie Mr. Magoo (1997) mit Leslie Nielsen und in der Abenteuerkomödie Born to be Wild – Saumäßig unterwegs mit Tim Allen.

## Filmografie (Auswahl)
- 1967: Jagt Dr. Sheefer (The President’s Analyst)
- 1969: Bob & Carol & Ted & Alice
- 1970: Alex im Wunderland (Alex in Wonderland)
- 1976: Die verrückteste Rallye der Welt (The Gumball Rally)
- 1978: Eine entheiratete Frau (An Unmarried Woman)
- 1979: The Wanderers
- 1980: Jahrmarkt (Carny)
- 1983: Class
- 1984: Der Songschreiber (Songwriter)
- 1986: 8 Millionen Wege zu sterben (8 Million Ways to Die)
- 1987: Chicago Blues (The Big Town)
- 1988: Mond über Parador (Moon Over Parador)
- 1989: Feinde – Die Geschichte einer Liebe (Enemies: A Love Story)
- 1991: Ein ganz normaler Hochzeitstag (Scenes from a Mall)
- 1993: Tina – What’s Love Got to Do with It? (What's Love Got to Do with It)
- 1993: Sister Act 2 – In göttlicher Mission (Sister Act 2: Back in the Habit)
- 1993: Stage Fright – Eine Gurke erobert Hollywood (The Pickle)
- 1995: Bad Company
- 1997: Mr. Magoo
- 1997: George – Der aus dem Dschungel kam (George of the Jungle)
- 1997: Wild America
- 1998: Winchell – Reporter aus Leidenschaft (Winchell)
- 2000: A Time For Dancing
- 2001: American Pie 2
- 2002: Lügen haben kurze Beine (Big Fat Liar)
- 2003: American Pie – Jetzt wird geheiratet (American Wedding)
- 2004: White Chicks
- 2005: Fußballfieber – Elfmeter für Daddy (Kicking & Screaming)
- 2007: Born to be Wild – Saumäßig unterwegs (Wild Hogs)
- 2010: Waking Madison